# Evisceration Plague
Evisceration Plague è l'undicesimo album in studio della band statunitense Cannibal Corpse, pubblicato il 3 febbraio 2009 dalla Metal Blade Records.

## Tracce
1. Priests of Sodom - 3:31
2. Scalding Hail - 1:46
3. To Decompose - 3:03
4. A Cauldron of Hate - 4:59
5. Beheading and Burning - 2:15
6. Evidence in the Furnace - 2:48
7. Carnivorous Swarm - 3:36
8. Evisceration Plague - 4:30
9. Shatter Their Bones - 2:35
10. Carrion Sculpted Entity - 2:33
11. Unnatural - 2:22
12. Skewered From Ear to Eye - 3:49
13. Skull Fragment Armor - 2:20[1]

## Formazione
- George "Corpsegrinder" Fisher - voce
- Pat O'Brien - chitarra
- Rob Barrett - chitarra
- Alex Webster - basso
- Paul Mazurkiewicz - batteria